# Ruróni Kensin
A Ruróni Kensin (japánul: るろうに剣心 -明治剣客浪漫譚, Ruróni Kensin: Meidzsi Kenkaku Rómantan, „Romantikus kardforgató történet a Meidzsi-korból”) Vacuki Nobuhiro történelmi témájú sónen mangasorozata. A képregény eseményei a Meidzsi-kor korai szakaszában játszódnak Japánban. A történet főszereplője egy kitalált orgyilkos, Himura Kensin, aki vándorként járva Japánt segít a rászorulókon. Vacuki kitér arra, hogy szeretett volna egyedi, komolyabb tónusú sónen mangát készíteni, és ezért választott főszereplőnek éppen egy hajdani orgyilkost. Később Vacuki eltökélte, hogy a történetet mégis boldog befejezéssel zárja le. Döntésében közrejátszott a célközönség, a manga ugyanis tinédzsereknek készült.
A manga a Shueisha kiadó Súkan Sónen Jump antológiájában futott 1994. szeptember 2-ától 1999. november 4-ig. A sorozat 28 tankóbon kiadást, majd évekkel később egy 22 kötetes kanzenban újranyomást is megélt. A Studio Gallop, a Studio Deen és az Aniplex készített a mangából egy anime feldolgozást, melyet 1996. január 10-től 1998. szeptember 8-ig vetített a japán televízió. Emellett egy egész estés film, két OVA-sorozat és élőszereplős filmsorozat is készült belőle. Sizuka Kaoru írónő három light novelt írt a mangához, amiket szintén a Shueisha adott ki. Pár videójáték is készült a sorozatból, többek közt PlayStationre és PlayStation 2-re.
Angolul a mangát a Viz Media adta ki 2003. október 7. és 2006. július 5. között. Ezt a változatot adta ki minimális módosításokkal a Victor Gollancz Ltd. az Egyesült Királyságban. Észak-Amerikában a sorozat DVD-it a Media Blasters adja ki. Az Egyesült Államokban az animesorozat első két évadát a Cartoon Network vetítette le a Toonami blokkjában, a harmadik évadot már DVD-n jelentették meg. Az angol nyelvű OVA változatokat és a filmet Samurai X címmel forgalmazták, noha a DVD változatokon megmaradtak az eredeti címek. A Viz Media kiadta az első light novelt is. Az amerikai kontinensen és a PAL területeken nem jelent meg a sorozat egyetlen videójáték adaptációja sem.
A Ruróni Kensin nagy sikert aratott Japánban, az Egyesült Államokban, Brazíliában és Európában. 2007-ig a mangából több mint negyvenmillió darab talált gazdára csak Japánban, és az anime változat többször is szerepelt a japán televíziózás 100 legnézettebb műsora között. A kritikai visszajelzések is pozitívan írtak a sorozat szereplőiről és a grafikáról. Az OVA részek is hasonló fogadtatásban részesültek az animáció minősége és az aláfestő zenék miatt.
A mangát Magyarországon a MangaFan Kiadó adja ki 2007-től. A kötetek a japánnal megegyező olvasási irányban, levehető borítóval jelennek meg. Sem az anime, sem az OVA-sorozat nem kerültek bemutatásra Magyarországon, az élőszereplős filmeket a Netflix mutatta be 2021 nyarán magyar felirattal.

## Cselekmény

Himura Kensin, a történet főszereplője

A történet 1878-ban, a Meidzsi-kor 11. évében veszi kezdetét, amikor Himura Kensin megérkezik Tokióba. Véletlen belebotlik Kamija Kaoruba, a Kamija kassin-rjú mestertanoncába. A lány egy gyilkost üldöz, aki Hitokiri Battószainak adja ki magát, és a nyílt utcán rendez mészárlásokat. Kaorunak becsületbeli ügye, hogy megállítsa a gyilkost, aki az édesapja által megalapított vívóiskola nevében pusztít. Egy nappal később a gyilkos és a bandája megtámadja a dódzsót, és könnyűszerrel legyőzik a lányt. Ekkor derül ki hogy Kaoru házvezetője, Hiruma Kihei összejátszik a támadókkal, célja pedig az iskola területének megszerzése. Kensin menti meg Kaouru életét, és felfedi, hogy valójában ő a rettegett Battószai. Ennek ellenére Kaoru ragaszkodik hozzá, hogy a vándor vele maradjon. A dódzsó később kibővül a szamuráj származású Mjódzsin Jahikóval, a Szekihótai nevű szervezet tragédiáját magán viselő Szagara Szanoszukéval és az orvoslásban jártas Takani Megumival.
Kensin többször kényszerül szakabatója – fordított élű kardja – használatára.
Harcba száll egy másik hitokirivel, a Kurogasza álnéven gyilkoló Udó Dzsin-ével. A harc során Kensin kis híján megszegi esküjét, miszerint soha többé nem öl meg senkit. Dzsin-e végül öngyilkosságot követ el. Kensin megütközik az Onivabansú nevű kémekből álló szervezet több tagjával és a vezetőjükkel is, Sinomori Aosival. Megakadályozza Szanoszuke és barátja, Kacu robbantásos merényletét a Meidzsi-kormány ellen, és legyőzi a háborús korszakot feltámasztani vágyó Iszurugi Raidzsútát. Megütközik Szaitó Hadzsimével is, ki a bakumacu alatt a legnagyobb ellenlábasa volt, a harcuk azonban félbeszakad. Az anime változatban Kensin több ellenféllel is szembekerül.
Miután tudomást szerez utódjáról, Sisio Makotoról és a Japán meghódítására szőtt terveiről, úgy gondolja, hogy ezek a tervek veszélyeztetik barátai életét. Ezért Kiotóba tart, hogy szembeszálljon Sisio Makotóval. Kensin kérése ellenére barátai is Kiotóba mennek, hogy segítsék Kensint. Kensin végül megküzd Sisióval, aki saját lángjai martalékává válik. Az anime eddig dolgozza fel a manga eseményeit.
Miután Kensin és társai hazatértek Tokióba, Kensin saját sógorával, Jukisiro Enisivel kénytelen szembenézni, aki bosszút akar állni nővére halálért az egykori hitokirin. Egy sikertelen merénylet után Kensin felfedi féltve őrzött múltját barátainak, és elárulja, hogy volt egy felesége, Jukisiro Tomoe. A nő egy Hitokiri Battószai elleni merénylet résztvevője volt. Tomoe akkor még gyűlölte Kensint, mert az végzett a vőlegényével. Hogy leplezzék magukat a Sinszengumi vagy más sógunpárti szervezetek tagjai előtt, Tomoe és Kensin összeházasodtak. Tomoe végül beleszeretett Kensinbe. A nőt saját megbízói használták túszként, hogy csapdát állíthassanak Kensinnek. Kensin nem számolva a következményekkel, az emberrablók nyomába eredt. Hogy megmentse férjét egy halálos kimenetelű döféstől, Tomoe feláldozta magát. Saját magát a rablóvezér és Kensin közé vetette. Kensin akaratlanul is a feleségét ölte meg. Tomoe saját késével sebzi meg Kensin arcát, ezzel – és a vőlegénye által okozott korábbi vágással – kialakítva a kereszt alakú sebhelyet a hitokiri arcán.
Enisi elrabolja Kaorut, és elhiteti Kensinnel, hogy megölte. Miután kiderül, hogy Kaouru életben van, Kensin, Jakiko, Szanoszuke, Szaitó, Aosi és Megumi a megmentésére sietnek. Miután Kensin legyőzte Enisit, Kaoruval visszatérnek Tokióba. Öt év elteltével Kensin megtalálta a keresett békét, és Kaouruval is összeházasodott. Született egy fiuk is, Himura Kendzsi.
A Ruróni Kensin: Szeiszóhen című OVA-ban, ami évekkel a manga története után játszódik, folytatódnak az események. Kensin ismét vándorol, hogy embereket védjen meg Japán-szerte. Az első kínai–japán háború végeztével Kensin egy halálos betegségnek esik áldozatául. Szanoszuke talál rá Kensinre, és Kaoruhoz viszi. Kensin Kaoru karjai között, csöndben lép át a túlvilágra.
Mivel Vacuki nemtetszését fejezte ki az OVA befejezése miatt, ezért sok rajongó nem tekinti a történet hiteles folytatásának.

## A sorozat megszületése és az alkotói folyamat
Mielőtt sorozatszerűen kiadták volna a manga fejezeteit, először egy pár apró fejezetből álló mini-sorozatot közölt le a Súkan Sónen Jump Special 1992-től 1993-ig. Ezek egymástól független történetek voltak, a címük pedig Ruróni – egy kardforgató története a Meidzsi-romantika korából volt. A történetek közül az egyik állt legközelebb a később elindult sorozathoz, amiben a még névtelen Himura Kensin megmenti a Kamija dódzsó lakóit egy bűnbárótól. Vacuki elmondásai alapján ez a fejezet összhangban van a „Megumis fejezettel”, és tekinthető egyben a manga pilot fejezetének is. Ezt a kis történetet később a manga harmadik kötetének részeként adták ki újra. Vacuki bevallása szerint a Ruróni Kensin végső formájában nem egészen ő rajta múlott. Mivel „nehéznek” találta a történelmi témájú történetek írását, ezért szeretett volna egy jelenben játszódó sorozattal foglalkozni. Mikor azonban a szerkesztő beszélt Vacukival, kérte hogy írjon egy új, történelmi témájú történetet. Vacuki a Bakumacu korában helyezte el a cselekményt, hasonlóan Tomita Cuneo Szugata Szansiró és Siba Rjótaró Moejo Ken című regényéhez. Vacuki több címmel is kísérletezett, mint például Nisin Kensin, Jorozuja Kensin, valamint a „ruróni” és a „kensin” variációi, eltérő kandzsikkal.
Másfél évvel később leközölték a második Ruróni történetet, amelyben Kensin egy gazdag lány, Raikódzsi Csizuru életét menti meg. Vacuki visszaemlékezéseiben azt írja, hogy nehezére esett a cselekményt 31 oldalba belesűrítenie. Azt mondta, „mindent beleadott”, de a Ruróni Kensin első kötetének kézbevétele után mégis elégedetlen volt. Vacuki azt írta, hogy az első Ruróni – egy kardforgató története a Meidzsi-romantika korából története kritikákkal és vagy 200 levéllel gazdagította. A második Ruróni történetet Vacuki „mellékszálnak” tartja. Ezt a történetet a sorozat első kötetének részeként adták ki újra.
Gyerekkorában Vacuki maga is kendózott, ez inspirálta őt a sorozat elkészítésére. Habár a Ruróni Kensin előtt is sok one-shot mangát készített, elmondása szerint maga a sorozat az Újhold a háború idején (戦国の三日月 Szengoku no Mikazuki) című mangája továbbgondolása, amely bemutatja Kensin és mestere kitalált harci vívóstílusát, a Hiten micurugi-rjút. Pár szereplőjét olyan területek és helységek után nevezte el, ahol maga is élt korábban. Ilyen Makimacsi Miszao nevében a „Makimacsi” és Szandzsó Cubame is. Mindketten niigatai helyekről lettek elnevezve.
Mivel rajongott a Sinszengumiért, Vacuki több szereplője megalkotásához a szervezet tagjainak személyiségét használta fel. Ez azonban újabb nehézségeket okozott neki, különösen a Szekihótai vezérének, Szagara Szózó jellemének visszaadásával voltak gondjai. Ezután eldöntötte, hogy nem fog ragaszkodni az eredeti Szaitó Hadzsime jelleméhez, amikor megalkotja a szereplőt. Habár Vacuki teljesen elégedett volt Szaitó jellemével, a Sinszengumi pár japán rajongója szerint túlságosan is szadistává tette őt.
Amikor Kensin vezekléséről kérdezték, Vacuki megemlítette, hogy fiatal korában sódzsót olvasott, és ez hatással volt a Ruróni Kensinre. Hozzátette, hogy egy más képregényektől eltérő történetet akart kitalálni, ezért is alkotta meg Kensint úgy, hogy ne legyen se jó, sem pedig gonosz. A hetedik kötettől a sorozat története komolyabb tónusúvá vált az összecsapásoktól, amit úgy kommentált, hogy ezt az a sódzso manga ihlette, amit olvasott. A történet írása közben Vacuki eredetileg azt tervezte, hogy Kamija Kaoru meghal, de végül életben hagyta, mert boldog befejezést szánt a mangának, hisz a manga tinédzsereknek készült. Vacuki inkább tartja magát „bolondnak”, mint „hevesnek”, mert a „Meidzsi kardforgató történet” szinte teljesen „Meidzsi szappanoperává” változott.
Vacuki a sorozatnak a Súkan Sónen Jump magazinban való elindulásához nem fűzött nagy reményeket. Harminc fejezettel akarta lezárni a sorozatot, egy a 7. kötet végén olvasható befejezéssel, mikor Kensin elhagyja Tokiót és Kiotóba vándorol. Az eredeti befejezés szerint Kensin ellenségei Kiotóból küldtek volna orgyilkosokat, hogy végezzenek vele. Mikor az Onivabansú bekerült a történetbe, Vacuki azt mondta, hogy a történet még folytatódik egy darabig mert tucatnyi fontos szereplőt épített bele a történetbe. A sorozat futása közben készült egy felmérés, melyből kiderült hogy a sorozat nagyon népszerű lett.
Mikor a sorozat eljutott a 7. kötethez, Vacukinak azt javasolta a főnöke hogy kezdjen el egy hosszú ideig tartó történetszálat, így alakult ki Kensin és Sisio Makoto párharca. A „Kiotói történet”-et eredetileg egy évesre tervezték, mégis másfél év után lett vége. Ebben a fejezetben fejlődik Kensin olyan szereplővé, akit Vacuki elképzelt, ahol Kensin gyenge pontok nélkül harcolhat, és ahol nem kell megvédenie senkit önmagán kívül. Vacuki úgy érezte, hogy a rajzolási stílusa sokat fejlődött ebben a fejezetben, hisz mindent meg tudott rajzolni, amit akart. A manga utolsó szakaszát, a „Dzsincsú-történetet” sokkal rövidebbre tervezték, ám végül a maradék 11 kötetet ez a történetszál tette ki. Ezt a szálat Vacuki már a sorozat kezdése előtt megírta, mert tudnia kellett, hogy Kensin honnan szerezte az arcán lévő kereszt alakú sebhelyet. Vacuki tervezett egy hokkaidói fejezetet is, de helyette inkább egy másik mangán kezdett el dolgozni.
A manga kilencedik kötetének megjelenésekor kezdte el vetíteni a japán televízió az anime adaptációt. Sok rajongó kérte, hogy készüljön anime a mangából, és Vacuki is jó ötletnek tartotta, mivel a manga is elég „animeszerű” lett. Aggódott azonban amiatt, hogy az egész sorozat túl hirtelen vette kezdetét, és az anime készítőinek szigorú ütemtervet kellett követniük. Ugyanebben a kötetben beszélt arról, hogy csak minimálisan vett részt a rajzfilmsorozat készítésében, mert a manga kiadása szinte teljesen lefoglalta, ráadásul az ütemterve is eltért az anime készítőinek ütemezésétől. Vacuki azt mondta, hogy lehetetlenség a mangát az anime sebességével készíteni, úgyhogy elégedett volt az anime változattal, amíg hozza az elvárt színvonalat.
Vacuki úgy nyilatkozott az anime első részeiről, hogy a végeredmény „jobb lett, mint ahogy azt elképzelte”, és látni hogy „szorgalmas és büszke emberek dolgoznak rajta”. Viszont kritizálta a feliratok időzítését és az Udó Dzsin-és történet feldolgozását. Vacuki szerint a történetnek nem kellett volna teljesen kitöltenie két epizódot. Vacuki konzultált az anime rendezőjével, aki azt ígérte, hogy a folytatás már jobb lesz. Vacuki csalódott volt, amikor meghallotta, hogy nem a hangoskönyvben is hallható színészek kölcsönzik Kensin és Szanoszuke hangját. A Kensint szinkronizáló Ogata Magumit lecserélték Szuzukaze Majóra, míg a Szanoszukét szinkronizáló Szeki Tomokazu helyére Ueda Júdzsi került. Sok rajongó Ogata Magumit Szeta Szódzsirónak képzelte el, de Vacuki jobban örült volna, ha Makimacsi Miszaót játszaná, mert véleménye szerint jobban áll neki a „makacs lány” szerep, mint a „szépfiú”, és a színésznő is nagyobb kihívásnak tartja a Miszao-féle szerepeket. Vacuki szerette volna, ha a hangoskönyvben hallható színészek közül többen is szerepet kapnak az animében, ez azonban nem így alakult. Vacuki azzal magyarázta ezt a döntést, hogy az anime változatban nagyobb vállalatok működtek közre, mint akik a hangoskönyvet készítették, így az „ipari hatalom szerkezetének keze elérte a sorozatot”.
Az anime-sorozat második évadjában felbukkantak olyan epizódok, amelyek nem szerepeltek a mangában. Vacuki is tudatában volt annak, hogy sok rajongó nem kedveli ezeket az epizódokat, de az ő szemszögéből nézve izgalmas volt, mert valaki más Kensinjét láthatta. Vacuki úgy vélte, hogy az anime változat készítői „mindent beleadnak”, és hogy a második évadban „jobban kihasználhatják a tehetségüket”.

### Történelmi háttér
Tojotomi Hidejosi, a Japánt uralma alatt egyesítő paraszti származású hadvezér 1588-ban megtiltotta a parasztoknak a fegyverviselést, ezzel a szamurájok kasztját téve az egyedüli harcos réteggé. Halála után Tokugava Iejaszu legyőzte a még gyermek örökösét, és japán sógunja lett. A Tokugava-sógunátus 1639-ben adta ki a Zárt ország rendeletet, amely elszigetelte Japánt a világ többi részétől. A hadakozó fejedelemségek korának vége után a szamurájokra már nem volt szükség a harcokban, és a párbajok betiltása után képességeiket sem tudták fejleszteni vagy gyakorolni. Az éppen elégségesen kiszámított díjazás miatt egyre nagyobb nyomorba kerültek, egyesek még kardjaikat is zálogba adták és helyette bambuszt raktak a hüvelyébe.
Matthew C. Perry amerikai hajóskapitány 1853-as érkezése erőszakkal nyitotta meg az országot a nyugati eszmék előtt. Ezzel beköszöntött a bakumacu, a Tokugava-sógunátus utolsó időszaka. A külföldiek érkezésével az idegenellenes eszmék egyre inkább erőre kaptak, és a nyugati „barbárokkal” szemben mutatott gyengeség okozta végül a sógunátus bukását. A Tokugavák már nem tudták megakadályozni, hogy a daimjók nyugati fegyvereket és lőszereket vásároljanak és ismét összegyűljenek Kiotóban, a régi fővárosban. A sógunátust lázadások rázták meg, és végül 1868-ban a tartományok is ellene fordultak, és a Bosin-háborúban megbuktatták a rendszert, visszaállítva a császár régi hatalmát. Az új állam hamar centralizálttá vált, és a nyugati eszmék felé fordult, ami pontosan ellentétes volt sokak korábbi céljaival (jelszavuk az volt „tiszteld a császárt és űzd ki a barbárokat”). A szamurájokat egyre inkább a múlt részének tekintették, kasztjukat 1872-re felszámolták. A szamurájok több tartományban is felkeltek az új rend ellen, ám a hátultöltős puskákat használó császári csapatok rendre vereséget mértek rájuk, ezzel biztosítva a császárság stabilitását és Japán modernizációját.

## Médiamegjelenések

### Manga
A Ruróni Kensint Vacuki Nobuhiro írta is rajzolta. Az első fejezet 1994-ben jelent meg a Súkan Sónen Jump című mangamagazinban, az utolsó pedig 1999-ben. A manga 255 fejezetét 28 kötetbe sűrítették össze. Az első kötet 1994. szeptember 4-én, a huszonnyolcadik pedig 1999. november 4-én jelent meg. A mangát a Shueisha 2006 júliusában újra kiadta kanzenban formában, 22 kötetes terjedelemmel. Vacuki a sorozat befejezése után készített egy extra fejezetet a mangához, Jahiko no Szakabató (弥彦の逆刃刀 ’Jahiko fordított kardja’) címmel. Ezt az utolsó kanzenban kötetben publikálták, nem része a tankóbon kiadásnak, de az európai változatok nagy részében a 28. kötet részeként jelent meg.
A mangát angol nyelven a Viz Media kezdte el kiadni Észak-Amerikában, 2003. október 7-től. Eleinte a köteteket szabálytalan időközönként adták ki, de a 7. kötettől ráálltak a havi megjelenésre, a jó eladások és a fogyasztói visszajelzések miatt. A Viz a manga utolsó, angol nyelvű kötetét 2006. július 5-én adta ki. A Jahiko no szakabató azonban nem képezte a 28. kötet részét, helyette Vacuki másik mangájából, a Buszó Renkinből tartalmazott egy fejezetet. A Jahiko no Szakabató angolul először az amerikai Shonen Jump magazinban jelent meg 2006-ban. A Viz 2008 januárjában újra kiadta a mangát, ezúttal háromkötetes wideban formában, az úgynevezett „VIZBIG” változatban, melyből egy kötetbe sűrítettek háromkötetnyi mangát. A VIZBIG változat utolsó kötetében adták ki a Jahiko no Szakabatót és Vacuki Haru ni Szakura (春の桜 ’Cseresznyevirágok Tavasszal’) című one-shot mangáját, ami elmeséli, mi történt a szereplőkkel a sorozat vége után. A Viz az angol kiadásban meghagyta a japán nevek keleti névsorrendjét, arra hivatkozva, hogy a Ruróni Kensin egy történelmi manga.
Magyarországon a MangaFan kezdte el kiadni a mangát 2007-től. A mangában található japán neveket, kifejezéseket a kiadó magyaros átírással romanizálta. Mivel a manga viszonylag új cím volt a magyar olvasók számára – az anime változatot nem adták le Magyarországon –, az átírást nem fogadták olyan ellenségesen, mint a Naruto esetében. A magyar kiadás levehető borítóval jelent meg, és bár a kiadó kéthavonta tervezte megjelentetni a manga köteteit, a gazdasági válság miatt ezt az ígéretüket nem tudták tartani. Míg a mangából 2008-ban négy kötet jelent meg, addig 2009-től évi két kötet jelent meg a sorozatból. Magyar kiadásban 16 kötet jelent meg összesen, az utolsó 2015-ben.

### Anime
Az anime változatot Kazuhiro Furahasi rendezte, és a Fuji TV vetítette, 1996. január 10-től 1998. szeptember 8-ig. Az utolsó, 95. részt nem adta le a TV, de a sorozat VHS és DVD kiadásain rajta volt bónuszként. Az elsőtől a 66. részig a Studio Gallop, a 67. résztől a pedig a Studio Deen készítette. A sorozat részeit kétszer is kiadták DVD-n. Mindkét esetben egy lemez négy epizódot tartalmazott, és meg lehetett vásárolni három, díszdobozos változatban.
Még 1999-ben a Sony megpróbálta az Egyesült Államokban vetíteni a Ruróni Kensint angol nyelven és Samurai X címmel, de a próbálkozás sikertelen volt. Később a Media Blasters vásárolta meg a jogokat és vetítette le az animét az USA-ban, illetve adta ki a sorozatot DVD-n. A sorozatot a Cartoon Network Toonami blokkjában mutatták be 2003. március 17-én, de csak a második évadig adták le. A harmadik évadot – a 63-tól a 95. részig – DVD-n adták ki. Az animét az amerikai kiadó 22 DVD-re sűrítette, a japán verzióhoz hasonlóan lemezenként négy résszel. Ez alól a 22. lemez kivételt képezett, mert az utolsó DVD-re öt rész került. Az évadokat később három díszdobozos „bento box”-ban is kiadták, majd ennek a frissebb „economy box” kiadását is megjelentették, szintén három díszdobozzal. A bento box első dobozát 2003. november 18-án, a másodikat 2004. március 30-án, a harmadikat pedig 2004. július 27-én adták ki, az economy box darabjait pedig 2005. november 15-én, 2006. január 17-én, és 2006. február 14-én adták ki. A Sony Pictures Television International által készített angol nyelvű Samurai X című változatot az Egyesült Államokon kívül hozták kereskedelmi forgalomba.

### Animációs filmek

#### Isin Sisi e no csinkonka
Az anime sorozathoz készült egy egész estés film is, Isin Sisi e no csinkonka (―維新志士への鎮魂歌 'Rekviem az Isin-hazafiakért') címmel. Amerikában Samurai X: The Motion Picture címen forgalmazták. A történet szerint Kensin találkozik egy szamurájjal, akinek a vándor még Battószaiként megölte egy közeli ismerősét. Az összegyűlt szamurájok megpróbálnak forradalmat kirobbantani, hogy megdöntsék a Meidzsi-kormányt. A filmet Cudzsi Hacuki rendezte, premierje 1997. december 20-án volt Japánban. A japán DVD-változatot 1998. augusztus 21-én adták ki. A filmet még kétszer adták ki, először 2000-ben, majd 2002-ben, utóbb extra tartalmakkal. Ezen kívül 2005. december 5-én kiadták Universal Media Disc formában is. A DVD-t Észak-Amerikában 2001. március 27-én adták ki.
A történet nem szerepelt a mangában. Daryl Surat az Otaku USA magazintól azt mondta, hogy „a film 90 perce alatt a nyitó visszaemlékezést hét-nyolcszor is megismétlik”. Surat szerint a film „nézhető” volt.

#### Sin Kjóto-hen
Egy 2011-es Jump Square-ben jelentette be az új animés projektet a Studio Deen Ruróni Kensin – Meidzsi Kenkaku Rómantan: Sin Kjótó-hen (るろうに剣心―明治剣客浪満譚― 新京都編 "Ruróni Kensin – Romantikus kardforgató történet a Meidzsi-korból: Új Kiotó-fejezet") címmel. Az animesorozat készítői közül szinte mindenki részt vesz majd a film elkészítésében. A szeijúk is azonosak lesznek, Szuzuoki Hirotaka kivételével, aki 2006-ban hunyt el, így Szaitó Hadzsimének most már Narita Ken fogja kölcsönözni a hangját. A projektet két részesre tervezték, a Kiotói-fejezet feldolgozása, melyet Makimacsi Miszao szemszögéből láthatunk. Az első részt a tokiói Cinema Sunshine Ikebukoro filmszínházban vetítették 2011 decemberében, egyetlen hétig. A másodikat 2012 júniusában mutatták be. Az amerikai Aniplex a 2011-es Otakonon közölte, hogy tárgyalásokat folytatnak az angol nyelvű változatok vetítési jogáért. Végül 2013-ban a Sentai Filmworks jelentette meg DVD-n és Blu-rayen Amerikában, egyetlen filmmé vágva őket.

### OVA-k
Az animéből két OVA-sorozat is készült, az egyik a Ruróni Kensin: Cuiokuhen (追憶編 'Emlékezés'), a másik pedig a Ruróni Kensin: Szeiszóhen (星霜編 'Idő'). Előbbinek 1999-ben készült egy rendezői változata is, majd 2003-ban egy kétórás, egész estés filmváltozata, új animációs elemekkel. A Cuiokuhennek Amerikában ezt a változatát adták ki DVD-n Samurai X: Trust and Betrayal címmel, rendezői változatként feltüntetve. Ez az OVA a Tokugava-sógunátus bukásának idején játszódik, és Kensin orgyilkosi múltját dolgozza fel, ami az anime-sorozatból kimaradt. A Szeiszóhen című OVA-ból is készült rendezői változat, amely a két részt fűzte egybe. Az első részt 2001. december 12-én adták ki Japánban, majd a másodikat 2002. március 20-án. Az OVA évekkel a történet befejezése után játszódik, és nem a manga lezárását dolgozza fel. Amerikában a kétrészes OVA-t az ADV Films adta ki DVD-n Samurai X: Reflection címen, 2003. március 25-én. A rendezői változat csak később jelent meg. Noha Vacuki Nobuhiro látta az OVA forgatókönyvét, rosszallását fejezte ki a szomorú befejezés miatt.

### Élőszereplős filmek

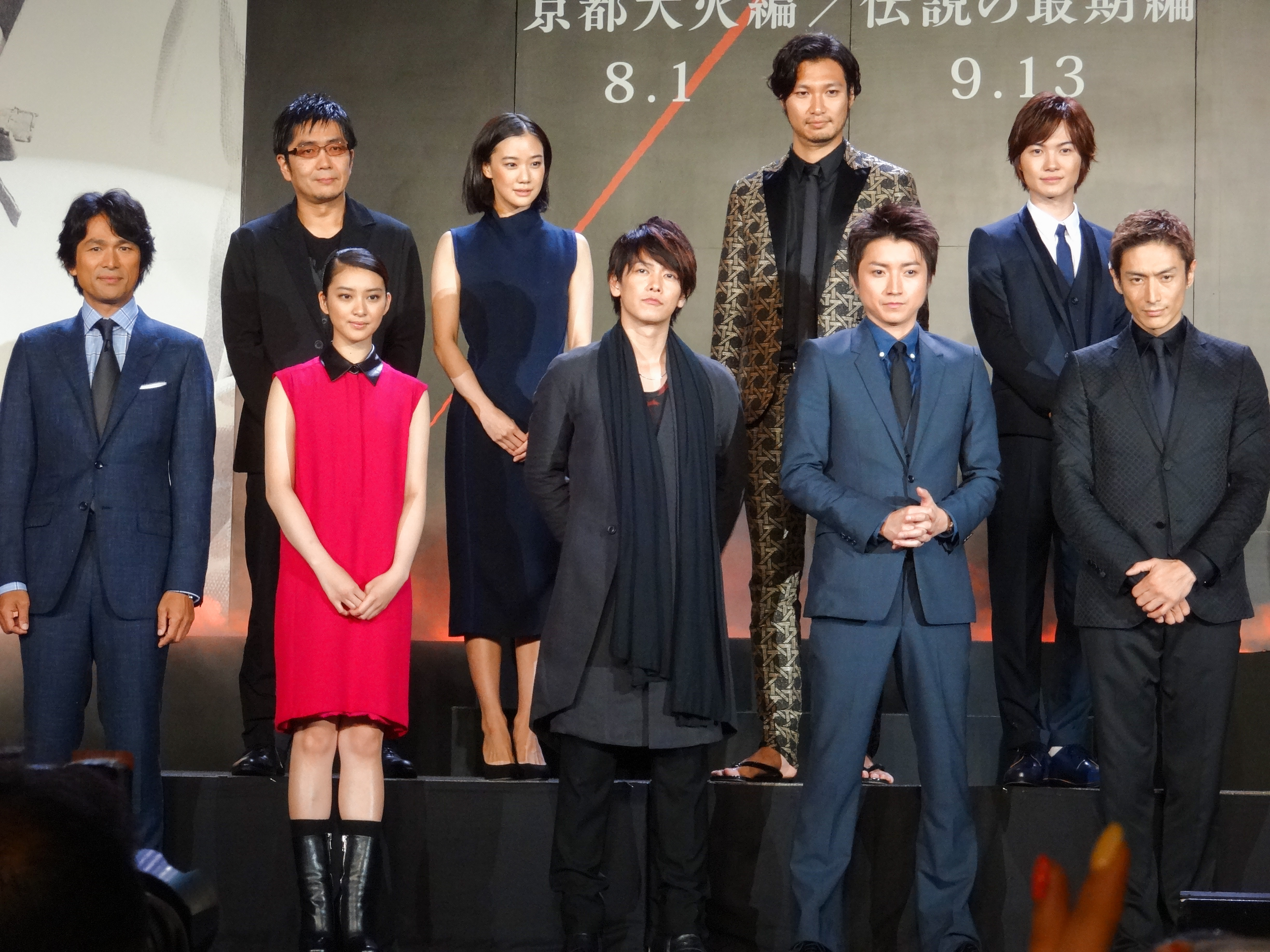
Az élőszereplős filmek színészei

2011. június 28-án került bejelentésre a hír, miszerint élőszereplős filmet forgatnak a Ruróni Kensinből a Warner Bros. gyártásában. A rendezéssel Ótomo Keisit bízták meg, a főszereplőt pedig Szató Takeru, míg Kamija Kaorut Takei Emi alakította. A filmet 2012. augusztus 25-én mutatták be a japán mozik, a külföldi terjesztés jogát már több mint hatvan országnak adták el. A készítők felvetették, ha a film kellő figyelmet kap, várható belőle tévésorozat is. 2020-ban újabb két film kerül bemutatásra, szintén Szató főszereplésével. Az egyik film Kensin múltját, az arcán látható sebhelyek szerzését dolgozza majd fel, míg a másik a fő konfliktust Enisivel.

### Zenei albumok
Az animesorozathoz tartozó zenék mindegyikét Aszakura Norijuki szerezte, a Sony Records pedig kiadta őket CD-n. Az első zenealbum 1996. április 1-jén jelent meg, melyen összesen 23, a sorozat első részei alatt is elhangzott zene volt hallható. A második albumot – Departure címmel – még 1996. október 21-én kiadták, rajta 15 számmal, melyek a kiotói fejezet megkezdése előtt csendültek fel a sorozatban. A harmadik album 1997. április 21-én jelent meg, rajta 13, a kiotói fejezet epizódjai alatt elhangzó számmal. A negyedik – Let it Burn – album 1998. február 1-jén jelent meg, rajta húsz számmal.
Az OVA-sorozatban felcsendülő zenéket Ivaszaki Taku szerezte, CD-n pedig a Sony Visual Work jelentette meg. Az első OVA-hoz tartozó album 1999. március 20-án jelent meg, rajta 16, a Cuiokuhen alatt elhangzó zenével. A Szeiszószenhez tartozó zenealbumot 2002. január 23-án publikálták, rajta 18 számmal.
Az animében hangzó zenékből készültek gyűjtői kiadások is. 1997. július 21-én jelent meg a Ruróni Kensin – The Director’s Collection, rajta 30 számmal. Ezt követte még az 1998. március 21-én megjelent a Ruróni Kensin – The Best Theme Collection, rajta tíz számmal. Ezen kívül megjelent egy openingeket és endingeket összegyűjtő kiadás is, Ruróni Kensin OP/ED Theme Collection címmel. A sorozat szinkronszínészei által összeállított két CD-s kiadás is megjelent Ruróni Kensin Songs Album címmel. Végezetül pedig 2002. szeptember 19-én kiadták a Ruróni Kensin Complete CD-Box változatot, melyen megtalálható volt az összes sorozatban, az OVA-ban, a filmben és a videójátékokban felbukkanó zene.
Hangoskönyvek is készültek Japánban a manga feldolgozásaként, az anime adaptációtól teljesen különböző színészgárdával. A manga 5. kötetében Vacuki azt írta, hogy a harmadik hangoskönyv „szorosan” követi a történet – ekkor bukkant fel Udó Dzsin-e a mangában –, de több szöveget adtak Szanoszukénak és Jahikónak.

### Artbookok és kalauzok
A mangához kiegészítőként két kalauz is megjelent. Az első Ruróni Kensin Genten (原典 'titkos') címmel 1996. július 4-én a Shueisha forgalmazásában, melyet a Viz Media Profiles-ként adott ki angolul. A második kalauz a Ruróni Kensin Kaden (剣心華伝) címet viseli, és extraként tartalmazza a Haru ni Szakura című fejezetet, ami azzal foglalkozik, hogy mi történt a manga szereplőivel a történet befejezése után, mikor Kensin és Kaoru összeházasodtak, és született egy fiuk, Kendzsi. Sok, a manga történetében kulcsszerepet játszó szereplő visszatér, és mesél kalandjairól egy közös, tavaszi pikniken. Az animéhez három Kensin Zousi című artbook is megjelent, 1997–1998 között, habár a harmadik a filmből tartalmaz képeket, melyet a vetítéssel egy időben adtak ki, Isin Sisi no Requiem Art Book címen. Kiadtak még egy Ruróni-Art bookot is, ami az OVA-sorozatból tartalmazott képeket. A kanzenban kiadáshoz is megjelent egy kalauz 2007. június 4-én.

### Light novelek
A light novel adaptációkat a Shueisha Jump j-Book részlege jelentette meg. A történeteket Sizuka Kaoru írta, és mindegyikük hivatalos, ami később vagy bekerült az animébe, vagy a manga regényadaptációjaként szolgál. Az első ilyen regényt 1996. október 10-én adták ki Japánban, Voyage to the Moon World címmel. Ezt a Viz Media is kiadta 2006. október 17-én. Ez az egyetlen olyan Kensin light novel, ami megjelent az Egyesült Államokban. A második, a Yahiko’s Battle, 1997. október 3-án jelent meg. A kötet sok olyan történetet tartalmaz, melyek megjelentek a mangában és az animében egyaránt. A TV Anime Simabara Arc, 1999. február 4-én jelent meg. 2021-ben újabb kötet látott napvilágot Kamija dódzsó monogatari címmel, mely Kensin és Kaoru esküvőjének idején játszódik.

### Videójátékok
PlayStation konzolra két videójátékot jelentettek meg, de csak Japánban. Az első, a Ruróni Kensin – Meidzsi Kenkaku Rómantan – Isin Gekitóhen (るろうに剣心 -明治剣客浪漫譚- 維新激闘編) 1996. november 29-én jelent meg. Ez egy háromdimenziós harcjáték, ami a manga első hét kötetét dolgozza fel, öt játszható szereplővel. A második, a Ruróni Kensin – Meidzsi Kenkaku Rómantan – Dzsújúsi Inbó Hen (るろうに剣心 -明治剣客浪漫譚- 十勇士陰謀編) 1997. december 18-án jelent meg, majd 1998. november 5-én a PlayStation The Best csoport részeként újra kiadták. Ez egy szerepjáték, cselekményét tekintve pedig a mangától és az animétől különálló történetet mesél el.
A Ruróni Kensin – Meidzsi Kenkaku Rómantan – Endzsó! Kjóto Rinne! (るろうに剣心　-明治剣客浪漫譚- 炎上!京都輪廻) az egyetlen PlayStation 2-re megjelent Kensin videójáték. A játékot 2006. szeptember 14-én adták ki. Japánban több mint 130 000 darabot adtak el belőle. Egy kétdimenziós harcjáték, a  Ruróni Kensin – Meidzsi Kenkaku Rómantan Szaiszen 2011-ben jelent meg Japánban, PlayStation Portable konzolra. Himura Kensin szerepelt a 2006-ban megjelent, Nintendo DS konzolra kiadott videójátékban, a Jump Ultimate Stars egyik harcoló szereplőjeként.

## A sorozat fogadtatása és kritikák

### A mangasorozat fogadtatása

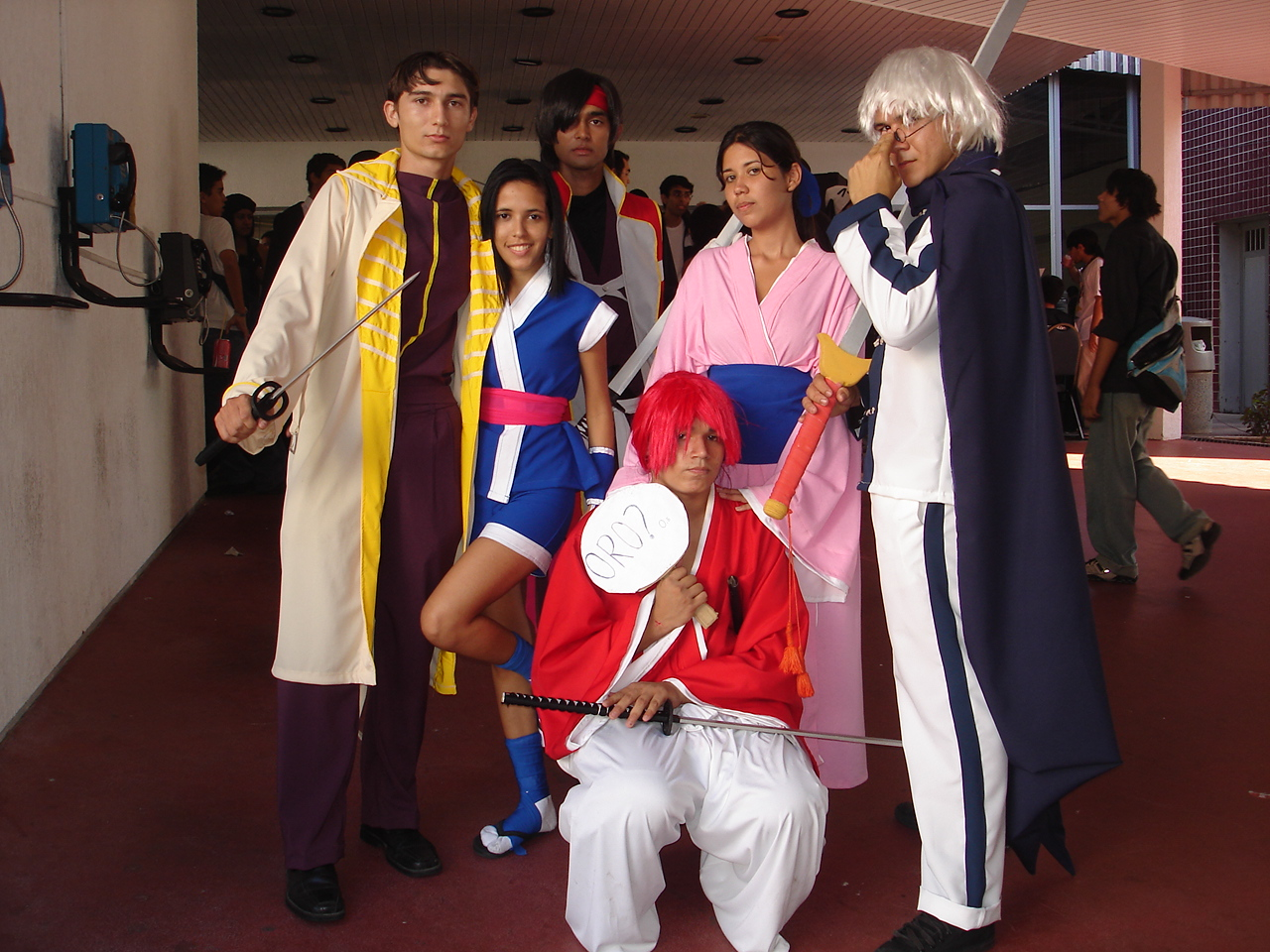
Ruróni Kensin cosplayesek

A manga rendkívül népszerűnek bizonyult. Egy 2007-es felmérés szerint az eredeti tankóbon kiadású sorozatból több mint 47 millió darab talált gazdára Japánban, ami 2008-ban 51 millióra nőtt. A Ruróni Kensin a Web's Most Wanted 2005-ön a 10. helyezett lett az animációs kategóriában. A 27. kötet a Viz Bookscan Top Ten-ben második helyezett lett 2006 júniusában, míg a 21. és a 20. második és harmadik helyezést ért el a Top 10 Graphic Novels of Viz 2005-ös szavazásán.
A Ruróni Kensin 24. kötete a 116. helyet szerezte meg az Usa Today bestseller listáján, és tartotta meg helyét a hét végéig, pontosan 2006. február 26-ig. 2003 harmadik negyedévében a Ruróni Kensin az ICv2's Top 50 Manga Properties-ben került fel a csúcsra. A 2005-ben megismételt szavazás után, a 2004-es angol nyelvű kötetek eladásai alapján ismét a csúcson végzett, a 2006-os szavazás után pedig a kilencedik helyen végzett.
A manga sok pozitív kritikát és elismerést zsebelt be számtalan magazintól. A Mania Entertainment egyik újságírója, Megan Lavey kiegyensúlyozottnak találta a jellemfejlődést, a humort és a harci jelenetek adagolását. Vacuki rajzstílusa is sokat fejlődött a sorozat folytatása során, különösen ami a szereplők csaták közbeni reakcióit illeti. Zec Bertschy az Anime News Networktól dicsérte a manga történetét, de megjegyezte hogy a 18. kötettől Vacuki újra használni kezdte a már bemutatott ellenség-típusokat, akik összefogtak Kensin elpusztítása érdekében. Noha Vacuki szereplői elnyerték a tetszését, azt írta, hogy néhányuknak több képességre lett volna szüksége a sok „bizarr megjelenésű” ellenfél miatt. Az IGN kritikusa, A.E. Sparrow kedvelte a manga befejezését, dicsérte, ahogy Vacuki a szálakat elvarrta, és ahogy a szereplők sorsát elrendezte. Továbbá dicsérően írt a sorozat szereplőiről, megjegyezve, hogy Kensinnek „ott a helye bármilyen manga-főhősökből összeállított top 10-es listában”. Az Otaku USA kritikusa, Daryl Surat úgy nyilatkozott, hogy a manga minősége a „Kiotói-fejezet” végéig jó volt, de mikor befejezte a „Dzsincsú-fejezet” olvasását, kritizálta a fejezet cselekményét és az új szereplőket. Surat leírta, hogy a sorozat a „neo-sónen” sorozatok mintapéldája, ahol a sónen sorozatokat már a női közönség is élvezheti. Surat állítása szerint a sorozat szereplőinek rajzolása „csinos” a női közönségnek, de nem túl „lányos” a férfi közönség számára. Surat Sinomori Aosi és Szeta Szódzsiró a népszerűségi szavazásokon előkelő pozíciókat szereztek, de Surat nézőpontja szerint Aosi nem vett részt „jelentőségteljes” csatákban, és Szódzsiró csak egy „kölyök”. Surat ezt azzal magyarázta, hogy Aosi megjelenését tekintve olyan, mint „egy CLAMP manga szereplője, aki Gambit kabátját viseli. Szódzsiró pedig mindig mosolyog, mely ellentétben áll a múltbéli sérelmeivel”.

### Az animesorozat fogadtatása
Amikor a TV Asahi nevű japán televíziós társaság elindított egy nemzetközi felmérést a száz legnépszerűbb animációs sorozatról, a Ruróni Kensin anime a 66. helyen végzett. Internes, online szavazásokat is tartottak, melyek alapján a sorozat a 62. helyezett lett. Közel egy évvel később a TV Asahi még egyszer meghirdetett egy online szavazást a legjobb száz anime kategóriájában, ahol a Ruróni Kensin a 26. helyezett lett. Az anime epizódjait tartalmazó negyedik DVD az Anime Castle legjobban fogyó DVD-je lett 2001 októberében. A Ruróni Kensin az American Anime Awards díjkiosztón döntős volt a „hosszú sorozat” kategóriában, de a díjat a Fullmetal Alchemist nyerte meg.
Az animét Chris Shepart az ANN-től jól megírt történetűnek találta, melyben jók a harcjelenetek. Azonban kritizálta az első epizódokban lévő csatákat, mert nem túl izgalmasak, és egyértelműen kikövetkeztető, hogy Kensin kerekedik felül, amikor a győzelmét jelző zene felcsendül és többször is megismétlődik. Mark A. Grey ugyanarról a weboldalról megemlítette, hogy a negatív tulajdonságok eltűnnek, mikor az animében kezdetét veszi a kiotói fejezet, köszönhetően a csodálatos csatajeleneteknek, a nagyszerű zenéknek. Tasha Robinson a SciFi.comtól hasonló véleményen volt az animét illetően, és ezt kibővítette azzal, hogy a szereplők személyiségének köszönhetően lett a fejezet érdekes történetek kavalkádja. Kedvelte a történelmi környezetet, ami a helyzeteket autentikussá tette.
Bár Carlos Ross a Them Animétól szintén kedvelte a csatajeleneteket és a történetet, de hozzátette hogy a sok gyermeteg és agresszív jelenet kissé imbolygóvá tették a sorozatot, és azt mondta, hogy nem ajánlja kisgyerekeknek. Suratnak tetszett az anime, és azt írta, hogy míg az első évad fele tele van töltelék epizódokkal, a helyzet megváltozik, amikor Szaitó Hadzsime színre lép. Kihangsúlyozta, hogy nem ért egyet azokkal, akik a sorozatot negatívumként hozták fel, mikor összehasonlították az OVA-sorozattal. Surat azt mondta, hogy míg a Media Busters anime szinkronstábja „jól összeválogatott”, maga angol szinkron nem elég természetes, mivel a producerek túlságosan is a japán mimikához igazították a szájmozgást. Surat úgy nyilatkozott, hogy amíg őt „nem zavarta” az első filler fejezet a kereszténységről, az utolsó két filler fejezetet már nem bírta a végignézni, amelyek a japán közönségben is visszatetszést váltottak ki. Surat szerint a szereplők rajzolása az animesorozatban kicsit „csiszolódott”. Hozzátette, hogy az animáció és a zene minősége „príma” lett, mert a Sony nem sajnálta rá a pénzt.

### Az OVA-sorozat fogadtatása
Az OVA-sorozatot is pozitív kritikákkal illették. A Ruróni Kensin: Cuiokuhenről szóló kritikájában Mike Crandol az ANN-től minden idők legjobb OVA-sorozatának nevezte, dicsérve az új rajzolási stílust és a harci jeleneteket egyaránt, melyekre megjegyezte, hogy „szörnyen véresre” és egyben nagyon szépre is sikerültek. Bár a DVD Talk kritikusa, Don Houston az OVA-sorozatot túl véresnek tartotta a tinédzserek számára, a történetet és a zenéket „lágynak” nevezte. A rendezői változatot is pozitív jelzőkkel illette, úgy nyilatkozva róla, hogy „sokkal inkább tűnik egy külön filmnek, mint egy hosszú sorozat előfutárának”. Crandol azonban később azt írta, hogy a manga rajongóinak csalódást okozhat a Ruróni Kensin: Szeiszószen, mivel a legtöbb harci jelenetet kivágták az OVA-ból. Egy másik negatív pontja a Szeiszószennek, hogy a szereplők nem viselkedtek megszokottan. Például Kensin nem nevetett, miközben a mangában szinte állandóan mosolyog vagy nevet. Mindazonáltal az OVA-k zenei és animációs megoldásait sokat dicsérték, és úgy illették, mint Japán egyik legjobbját ezeket a kategóriákat illetően.

### Fogadtatása Magyarországon
A magyar AnimeStars Magazin nyolcadik számában Varga Gábor írt a sorozatról. A Ruróni Kensint valódi klasszikusnak nevezte, melyben „mindenki megtalálhatja számítását”. Pozitívan írt továbbá az érzelmek, az értékek és a harc ábrázolásáról. Ezek mellett kiemelte a humort és a történetet is, mely bevallása szerint mindig tud újat mutatni az olvasónak a néhol közhelyes részek ellenére is. Varga Gábor írt a magyar kiadásról, mellyel kapcsolatban megjegyezte, hogy nem örült a magyaros átírás használatának. Azonban dicsérte a kiadvány kidolgozottságát, a levehető védőborítót és a szerkesztést a magyar változattal kapcsolatban. A fordításnál azonban kitért a néhol magyartalan és értelmetlen mondatokra, valamint a nem korhű nyelvezetre is, ami véleménye szerint „nem illett a Kensin sztorijához”. A manga magyar fogadtatása más országokkal szemben jóval mérsékeltebb volt. A MangaFan többi kiadványával ellentétben az Alexandra Top 100 Képregény listájában a kötetek mindig a hátsó 50-ben szerepeltek, 2011 februárjában pedig már rajta sem voltak a listán. A MangaFan az első kötet kifogyása után bejelentette a fórumukon, hogy egyelőre nem terveznek újranyomást.

## Fordítás
Ez a szócikk részben vagy egészben  a   Rurouni Kenshin című angol Wikipédia-szócikk fordításán alapul.  Az eredeti cikk szerkesztőit annak laptörténete sorolja fel. Ez a jelzés csupán a megfogalmazás eredetét és a szerzői jogokat jelzi, nem szolgál a cikkben szereplő információk forrásmegjelöléseként.